# Puygaillard-de-Lomagne
Puygaillard-de-Lomagne település Franciaországban, Tarn-et-Garonne megyében. Lakosainak száma 55 fő (2022. január 1.). Puygaillard-de-Lomagne Balignac, Castéra-Bouzet, Lachapelle, Lavit, Poupas és Saint-Jean-du-Bouzet községekkel határos.

## Népesség
A település népessége az elmúlt években az alábbi módon változott:
| Lakosok száma | 68   | 71   | 73   | 69   | 64   | 60   | 58   | 57   | 55   |
|               | 2013 | 2015 | 2016 | 2017 | 2018 | 2019 | 2020 | 2021 | 2022 |